# Festival international du film fantastique de Neuchâtel 2005
 (août 2023).
Si vous disposez d'ouvrages ou d'articles de référence ou si vous connaissez des sites web de qualité traitant du thème abordé ici, merci de compléter l'article en donnant les références utiles à sa vérifiabilité et en les liant à la section « Notes et références ».
La 5e édition du Festival international du film fantastique de Neuchâtel s'est tenue du 27 juin au 3 juillet 2005. Une cérémonie spéciale, présidée par l'ancienne présidente de la Confédération a eu lieu pour la remise du Méliès d'Or du meilleur film fantastique européen. Cette édition a accueilli 12 000 spectateurs, une progression de 20 % par rapport à l'édition précédente.
Lieux : Apollo 1, Apollo 2, Apollo 3, Bio, Arcades (cérémonie de clôture).

## Jurys et invités

### Le jury international
- Président du jury : Nicolas Roeg réalisateur ( Royaume-Uni)
- Brian Aldiss écrivain ( Royaume-Uni)
- Deak Ferrand, designer ( Suisse, Canada)
- Thibaut Dopchie, collaborateur BIFFF ( Belgique)

### Jury Mélies
- Pimenta Da França, Critique de cinéma ( Portugal)
- Harry Cleven, réalisateur ( Belgique)
- Chris Mitchell, scénariste
- Vera Kiiskinen, actrice, scénariste ( Finlande)
- Anna Arnman, Editeur en chef de Film Intern ( Suède)
- David Alcalde réalisateur ( Espagne)
- Paul Thiltges, Président ULPA ( Luxembourg)
- Mario Canale, réalisateur ( Italie)

## Sélection

### Longs métrages

#### International competition
- Boy Eats Girl (2005) de Stephen Bradley ( Irlande,  Royaume-Uni) (Première mondiale)
- Calvaire (2004) de Fabrice du Welz ( Belgique,  France,  Luxembourg)
- Drowning Ghost (Strandvaskaren, 2004) de Mikael Håfström ( Suède)
- Godzilla: Final Wars (2004) de Ryuhei Kitamura ( Japon) (Première européenne)
- Innocence (2004) de Lucile Hadžihalilović  France
- Izo (2004) de Takashi Miike ( Japon)
- Marebito (2004) de Takashi Shimizu ( Japon)
- Night Watch (Nochnoy dozor, 2004) de Timur Bekmambetov ( Russie)
- Suffocation (Zhixi, 2005) de Bingjian Zhang ( Chine)
- La Peau blanche (2004) de Daniel Roby ( Canada)

#### New cinema from Asia
- Ab-normal Beauty (Sei mong se jun, 2004) de Oxide Pang ( Hong Kong)
- All about my Dog (Inu no eiga, 2005) d'Isshin Inudō, Masao Kuroda, Tetsuhisa Ayatsu, Hideki Kuroda, Shinsuke Sato, Satoshi Nagai, Atsushi Sanada ( Japon)
- Art of the Devil (Khon len khong, 2004) de Thanit Jitnukul ( Thaïlande)
- Feng Shui (2004) de Chito S. Rono ( Philippines)
- Karaoke Terror (Shôwa kayô daizenshû, 2003) de Tetsuo Shinohara ( Japon)
- Mc Mugg animation (2003) (episodes 1, 10 et 11) de Toe Yuen
- Pa-siyam (2004) d'Erik Matti ( Philippines)
- Pisaj (2004) de Chookiat Sakveerakul ( Thaïlande)
- The President's Last Bang (Geuddae geusaramdeul, 2004) de Im Sang-soo ( Corée du Sud)
- Zebraman (2004) de Takashi Miike ( Japon)

#### Cérémonie
- Godzilla: Final Wars (Gojira: Fainaru uôzu, 2004) de Ryuhei Kitamura ( Japon) (Première européenne) (Ouverture)
- H2G2 : Le Guide du voyageur galactique (The Hitchhiker's Guide to the Galaxy, 2005) de Garth Jennings (Clôture)

#### Films of the Third Kind
- Au service de Satan (Satan's Little Helper, 2004) de Jeff Lieberman ( États-Unis)
- Dead Meat (2004) de Conor McMahon ( Irlande)
- Feed (2005) Brett Leonard ( États-Unis)

#### Special Screening
- Les Aventures du baron de Münchhausen (The Adventures of Baron Munchausen, 1988) de Terry Gilliam ( Royaume-Uni, Allemagne)
- Kaïro (2001) de Kiyoshi Kurosawa ( Japon)
- House of Bugs (Umezu Kazuo: Kyôfu gekijô - Mushi-tachi no ie, 2005) de Kiyoshi Kurosawa ( Japon)

#### Lanterne Magique
- Le Cheval venu de la mer (Into the West, 1993) de Mike Newell ( Irlande, Royaume-Uni)

#### Retro Invaders from Marx
- Loss of Feeling (Gibel sensatsii, 1935) d'Aleksandr Andriyevsky ( Union soviétique)
- Le Nouveau Gulliver (Novyy Gulliver, 1935) de Alexandre Ptouchko ( Union soviétique)
- L'Homme amphibie (Chelovek-Amfibiya, 1960) de Vladimir Chebotaryov ( Union soviétique)
- La Planète des tempêtes (Planeta bur, 1962) de Pavel Klouchantsev ( Union soviétique)
- Encounter in Space (Mechte navstrechu, 1963) de Mikhail Karzhukov et Otar Koberidze ( Union soviétique)
- L'Auberge de l'alpiniste mort (1979) de Grigori Kromanov ( Union soviétique)
- Kin-dza-dza! (1986) de Gueorgui Danielia ( Union soviétique)
- L'Enquête du pilote Pirx (Test pilota Pirxa, 1979) de Marek Piestrak ( Pologne)
- Sexmission Seksmisja, 1984) de Juliusz Machulski ( Pologne)
- Ga-Ga Glory to the Heroes (Ga, Ga - Chwala bohaterom, 1986) de Piotr Szulkin ( Pologne)
- L'Étoile du silence (Der schweigende Stern, 1960) de Kurt Maetzig ( Allemagne de l'Est)
- Dans la poussière des étoiles (1976) de Gottfried Kolditz ( Allemagne de l'Est)
- Visitors from the Galaxy (Gosti iz galaksije, 1981) de Dusan Vukotic ( Yougoslavie)
- Ikarie XB 1 (1963) de Jindřich Polák ( Tchécoslovaquie)
- Late August at the Hotel Ozone Konec srpna v Hotelu Ozon, 1967) de Jan Schmidt ( Tchécoslovaquie)
- On a volé une bombe (S-a furat o bomba, 1961) de Ion Popescu-Gopo ( Roumanie)
- L'Appel du ciel (Nébo zovyiot, 1959) d'Alexandre Kozyr, Mikhail Karzhukov et Francis Ford Coppola ( États-Unis)
- Voyage sur la planète préhistorique (Voyage to the Prehistoric Planet, 1965) de Curtis Harrington ( États-Unis)

### Courts-métrages

#### Swiss Shorts
- L'auberge (2004) de Prune Jaillet et Anouk Dominguez ( Suisse)
- The Funeral (2004) de Tony Behnam ( Suisse)
- Hangover (2005) de Rolf Brönnimann ( Suisse)
- La fosse (2005) de Pascal Forney ( Suisse)
- Come closer (2004) de Pierre Monard ( Suisse)
- Ave (2004) de Raphael Gschwind ( Suisse)
- Terra Incognita (2005) de Peter Volkart ( Suisse)
- Sennentuntschis Rod (2004) de Pascal Bergamin ( Suisse)

#### European Short
- Tea Break (2004) de Sam Walker ( Royaume-Uni)
- The Ten Steps (2004) de Brendan Muldowney ( Irlande)
- Merveilleusement Gris (2004) de Geoffroy Barbet Massin ( France)
- Dernier Cri (2004) de Grégory Morin ( France)
- El Soñador (2004) de Oskar Santos ( Espagne)
- Cinemare (2004) de CHRZU ( Finlande)
- Invasion of the Planet Earth (2004) de Moritz Langer ( Allemagne)
- Los Padres (2004) de Xavi Sala ( Espagne)

#### Future Cinema

##### Démo
- Output-Sensitive Collision Processing (2004) de Doug L. James ( États-Unis)

##### Publicité
- I'm Walking (2004) Collectif ( Allemagne)
- No Limits (2004) Collectif ( Allemagne)

##### Clip vidéo
- Go to sleep (2004) d'Alex Rutterford ( Royaume-Uni)

##### Animation
- 1 May (2003) de Daniel Zdunczyk ( Pologne)
- Birthday Boy (2004) de Sejong Park ( Australie)
- Dahucapra Rupidahu (2003) de Xavie André et Guillaume Herent ( France)
- La dernière minute (2004) de Nicoals Salis ( France)
- Loop (2004) de Collectif ( France)
- Overtime (2004) de Collectif ( France)
- The Painter (2003) de Andy Power ( Royaume-Uni)
- PGI.13 (2004) de Beom Sik Shim ( États-Unis)
- Le régulateur (2004) de Philippe Grammaticopoulos ( France)

## Palmarès
| Prix                                                                      | Attribué à                         | Pays        |
| ------------------------------------------------------------------------- | ---------------------------------- | ----------- |
| Prix H. R. Giger Narcisse du meilleur film                                | Innocence de Lucile Hadžihalilović | France      |
| Prix TSR du public                                                        | Zebraman de Takashi Miike          | Japon       |
| Méliès d'Argent du meilleur long métrage européen                         | Code 46 de Michael Winterbottom    | Royaume-Uni |
| Prix Mad Movies du meilleur film asiatique                                | Zebraman de Takashi Miike          | Japon       |
| Prix de la jeunesse Denis-de-Rougemont                                    | Innocence de Lucile Hadžihalilović | France      |
| SSA/Suissimage Prix H. R. Giger Narcisse du meilleur court métrage suisse | Terra Incognita de Peter Volkart   | Suisse      |